# Samiska rådets kulturpris
Samiska rådets kulturpris är ett svenskt pris inom området same som instiftades 1997. Det delas ut av Svenska kyrkan.

## Pristagare
- 1997: Lars-Levi Sunna
- 1998: Johan Märak
- 1999: Ellen-Sylvia Blind
- 2000: Sáminuorra
- 2001: Else-Maj Blind
- 2002: Gösta Bergkvist
- 2003: Eva Teilus Rehnfeldt
- 2004: Lars Wikström
- 2005: Margareta Stenberg och Anna Dynesius
- 2006: Elli-Karin Pavval
- 2007: Laila Fjällgren och Jon-Paul Persson
- 2008: Bo Lundmark
- 2009: Solveig Labba
- 2010: Valborgs Mangs Märak
- 2011: Inger Mattsson och Aina Jonsson
- 2012: Johan Kitti
- 2013: Kören Sámi Jienat
- 2014: Ungdomskören Vaajmoe
- 2015: Maj Lis Skaltje
- 2016: Lars-Anders Baer
- 2017: Amanda Kernell[1]
- 2018: Anna Stina Svakko och Birgitta Ricklund[2]
- 2019: Randi Marainen och Thomas Marainen[3]
- 2020: Henrik Barruk[4]
- 2021: David Larsson[5]
- 2022: Katarina Pirak Sikku[6]
- 2023: Britta Marakatt Labba[7]
- 2024: Bokbussen Julla Májja
- 2025: Eva Conradzon[8]